# بين فوستر
بين فوستر (بالإنجليزية: Ben Foster)‏ هو مخرج أمريكي، ولد في 7 يونيو 1984 في كانساس سيتي في الولايات المتحدة.

## وصلات خارجية
- بين فوستر على موقع IMDb (الإنجليزية)
- بين فوستر على موقع أول موفي (الإنجليزية)
- بين فوستر على موقع قاعدة بيانات الفيلم (الإنجليزية)
- بين فوستر على موقع كينوبويسك (الروسية)